# JoJo’s Bizarre Adventure: Phantom Blood
JoJo's Bizarre Adventure: Phantom Blood (яп. ジョジョの奇妙な冒険 ファントムブラッド  Дзёдзё но кимё:на бо:кэн Фантому Бураддо) — игра в жанре квест, выпущенная 26 октября 2006 года для игровой приставки PlayStation 2 по мотивам JoJo's Bizarre Adventure. Сюжет игры основан на первой части манги Phantom Blood. Автор манги лично проверял игру на качество и степень приближённости к оригиналу. Выход игры совпал с годовщиной 25-летия карьеры Хирохико Араки. Игра содержала бонусный диск, посвящённый 20-летию JoJo’s Bizarre.
По мотивам оригинальной игры и манги студией A.P.P.P. был выпущен одноимённый полнометражный мультфильм длительностью в 90 минут. Режиссёром выступил Дзюньити Хаяма, а дизайнером — Сатору Кувахара. Для игры и фильма использовались одни и те жи актёры озвучивания. Раннее A.P.P.P. также выпускала OVA-серии по вселенной «ДжоДжо», основанной на третьей части манги Stardust Crusaders. Фильм был ограниченно показан в японских кинотеатрах и не издавался на видеоносители, из-за чего был утерян.

## Сюжет
Действие разворачивается вокруг главного героя Джонатана Джостара и его заклятого противника Дио Брандо, который попытался отравить Джорджа, отца Джонатана, чтобы заполучить себе всё его состояние и поместье, а затем превращается в вампира, надев на себя таинственную каменную маску, чтобы захватить весь мир. Джонатан должен любыми способами остановить Дио и заручается поддержкой со стороны Уилла Цеппели, владеющим особой техникой «хамон» — концентрическими световыми волнами, смертельно опасными для вампира.  Джонатан учится тоже использовать хамон, чтобы противостоять силе Дио, который для достижения своих целей воскрешает полчище живых мертвецов.

## Геймплей
Геймплей игры схож с GioGio's Bizarre Adventure 2002 года выпуска, где герой может свободно перемещаться по трёхмерному открытому миру, взаимодействовать с разными персонажами и вступать с ними в бой. Игра поделена на сюжетные части, в каждой из которых игрок может выбрать желаемого управляемого персонажа, в таком случае он может видеть уникальные кат-сцены, доступные лишь для данного персонажа, например играя за Дио Брандо, игрок увидит сцену насильственного поцелуя с Эриной Пендлетон. Игрок может повторно проходить серию без необходимости заново начинать игру. Сюжет пошагово следует сюжету оригинальной манги, некоторые сцены диалога точно повторяют диалоги из манги. Однако если игрок выбирает в качестве игрового персонажа злодея, он может выиграть в бою, где в оригинальной манге проигрывал и тогда становятся доступными уникальные диалоги. Однако подобные исходы битвы не влияют на общие развитие сюжета. Всего в игре доступны для боя 56 персонажей из оригинальной манги Phantom Blood, 15 из которых являются альтернативными версиями Джонатана Джостара и 8 версиями Дио Брандо. Во время боя, у персонажа помимо шкалы жизни, есть и датчик температуры, который постепенно наполняется во время боя. При полном датчике, персонаж может применить «оverdrive»-удар, наносящий максимальный урон противнику. Подобные удары способны наносить только владельцы хамона и Роберт Спидвагон.

## Актёры озвучивания
- Кацуюки Кониси — Джонатан Джостар
- Хикару Мидорикава — Дио Брандо
- Нана Мидзуки — Эрина Пендлетон
- Рикия Кояма — Уилл Цеппели
- Цутому Исобэ — Джордж Джостар
- Ёсисада Сакагути — Тонпэти

## Восприятие
Игра получила преимущественно положительные отзывы, средняя оценка критиков из еженедельного журнала Famitsu составляет 7,25 из 10. Например критики оценили уважение игры к сюжету оригинальной манги, разные позы, способности персонажей и звуковые эффекты. Однако боевая механика не идеальна и персонаж часто попадает в цель не точно. Оценки критиков из журнала Dengeki PlayStation составляют 76,24 из 100 баллов. Среди главных достоинств критики отметили множество вариаций атак и звуковых эффектов, однако раскритиковали систему рейтинга геймперов, боевую механику и игровую камеру, усложняющую ведение боя.
Такаси Фудзи, критик японского киносайта Cinema.ne.jp сделал обзор на одноимённый фильм, вышедший годом позже, назвав его сцены динамичными, особенно хорошо аниматоры проработали сцены с применением техники хамон и передали эмоциональность сцены насильственного поцелуя Дио Брандо и Эрины Пендлетон. С другой стороны фильм на даёт времени на раскрытие персонажей, поэтому фильм удовлетворит фанатов ДжоДжо, но оставит с вопросами новичков, не знакомых со вселенной оригинальной манги. Это является неизбежным побочным эффектом попытки уместить огромный сюжет, подходящий для сериала, в 90 минут экранного времени.